# Клан Макре

Ембрема (гребінь, хрест) клану Макре.

Герб вождів клану Макре.

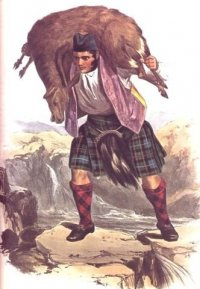
Чоловік з клану Макре у традиційному одязі. Малюнок художника Р. Р. МакЯна, 1845 рік.

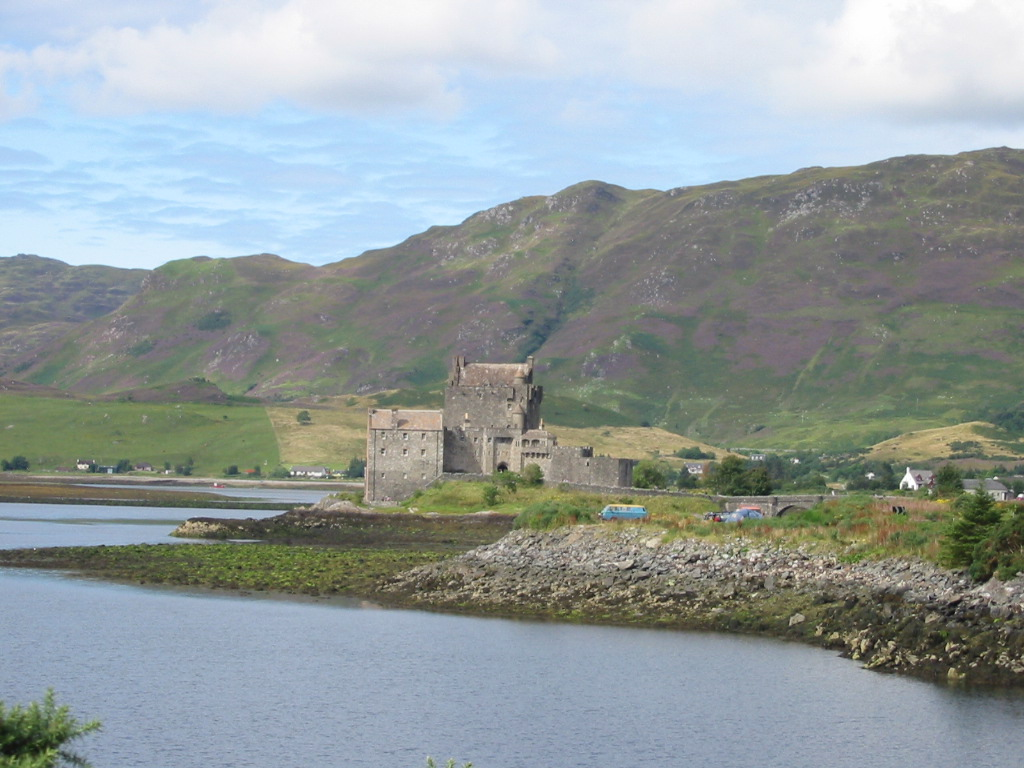
Замок Ейлен Донан.

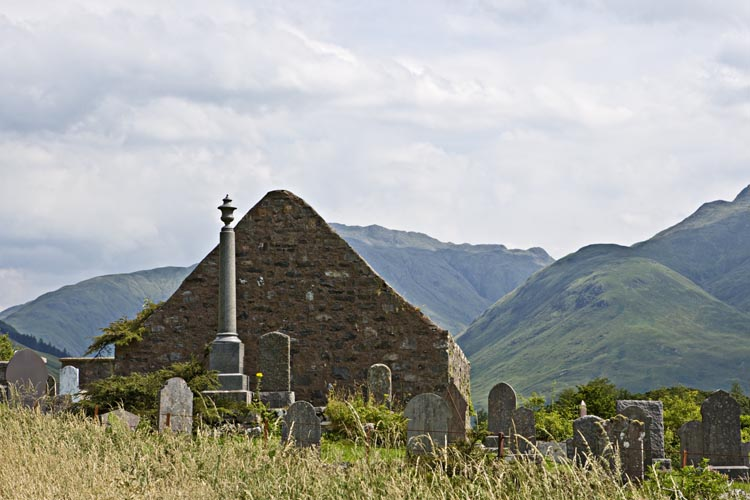
Руїни церкви Клахан Дуйх – усипальниця вождів клану Макре.

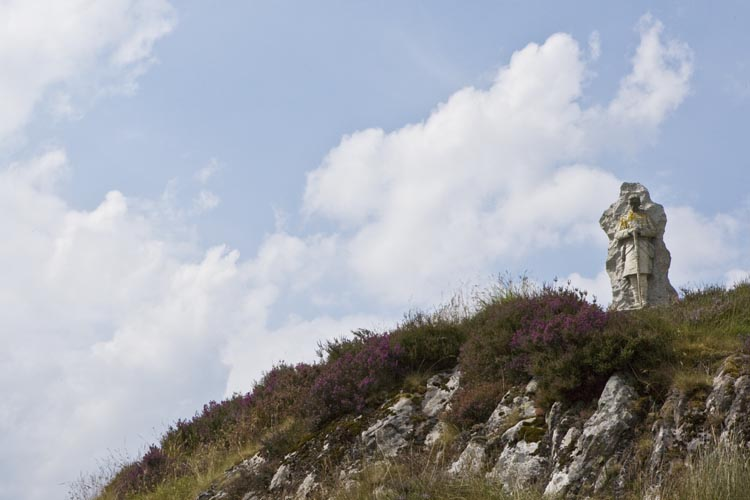
Пам’ятник людям клану Макре, що загинули у війнах.

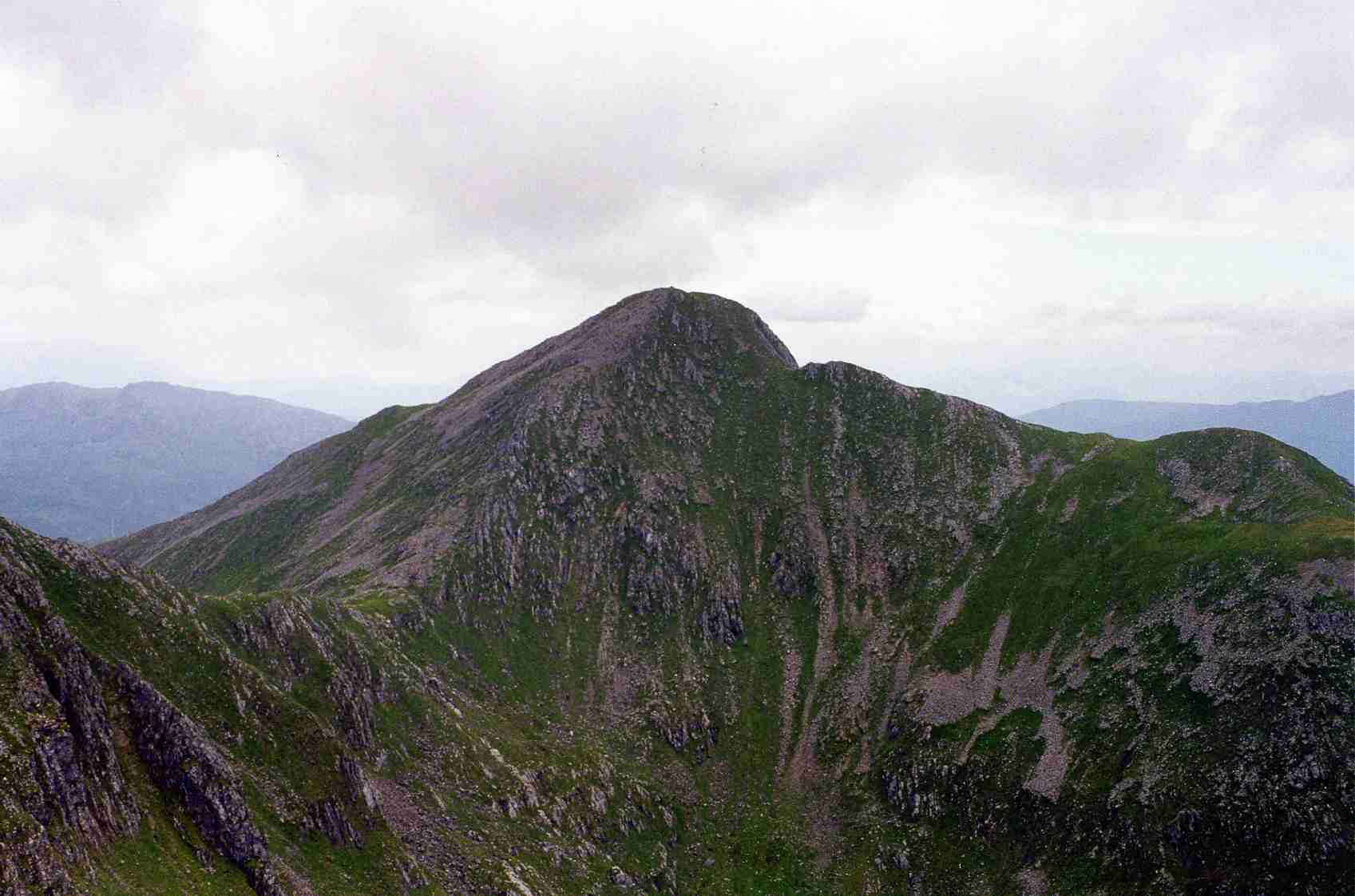
Гора Сгурр-Фуаран – вид з Сгур-на-Кіст-Дуйве.

Клан Макре (шотл. — Clan Macrae, Clan MacRae, гельск. — MacRaith) — один з кланів гірської Шотландії (Гайленд). На сьогодні клан не має визнаного вождя, тому, згідно з шотландськими законами, клан вважається не самостійним кланом, а «кланом зброєносців».

## Назва
Назва клану Макре (та її варіації) є англофікована версія гельської назви МакРайх (гельск. — Mac Raith) — в перекладі «Син благодаті».
Девіз клану: Fortitudine — потужність (лат.)
Гасло клану: Sgurr Uaran — Сгурр Варан (назва гори в володіннях клану).

## Походження клану Макре
Згідно з працями шотландського історика XIX століття Александра Маккензі, і священника Александра Макре, що жив на початку ХХ століття, головним джерелом історії клану Макре є рукопис преподобного Джона Макре.
Згідно з історичною традицією та переказами, клан Макре має ірландське походження, споріднений з кланами Маккензі та МакЛін. Клан став самостійним кланом на землях Клунес, що недалеко від південного берега Болі Ферт, що в Ловат. І це відбулося десь в середині XIII століття. Тоді виникла ворожнеча між Макре та сильнішим кланом Фрейзер Ловат. Три сини вождя клану Макре були вигнані зі своїх земель. Один оселився в Брахані (гельск. – Brahan), що недалеко від Дінголл, другий оселився в Аргайлі, третій – в Кінтайлі.
В той час в Кінтайлі панував клан Маккензі, що переживав не найкращі часи. Макре були родичами Маккензі, тому вождь клану Маккензі вітав людей клану Макре і запевнив їх, що вони можуть покладатися на допомогу клану Маккензі. Хоча ім’я чоловіка з клану Макре, що оселився в Кінтайлі не дійшло до нас, але відомо, що він одружився з дочкою або з внучкою МакБеолана, що володів великою частиною Кінтайла перед захопленням цих земель кланом Маккензі. Александр Маккензі схвалив цей шлюб і сподівався, що Макре стануть надійними союзниками клану Маккензі.
Александр Макре вважає, що ці події мали місце десь на початку XIV століття, до того як клан Маккензі утвердився в Кінтайлі. Але він зазначає, що замок Ейлін Донан мав гарнізон людей клану Макре ще у ХІІІ столітті, коли замок став частиною володінь Кеннета, засновника лінії Маккензі в Кінтайлі.
Згідно з історичною традицією, одним з предків лінії Макре Кінтайл був Фіоннла Дав Мак Гіллехройсд (гельск. — Fionnla Dubh mac Gillechriosd). Згідно з працями Александра Макре, пройшло два або три покоління від часу поселення клану Макре в Кінтайлі до Фіоннла Дав Мак Гіллехройсда. Фіоннла Дав був сучасником Мурдо Маккензі – V вождя клану Маккензі Кінтайл. У 1416 році Мурдо помер і йому успадкував його син Александ. Коли бастард дядька молодого вождя клану Маккензі захопив владу на землях клану і почав утискувати населення, Фіоннла Дав відіграв важливу роль у поверненні влади вождю клану. Основні лінії Макре з Кінтайлу та Макре з Інвернейту походять від Фіоннла Дува.

## Історія клану Макре
Клан Макре відомий як постійний союзник клану Маккензі. У записах 1520 року зустрічаємо згадку про клан Макре як про каштелянів замку Ейлен Донан. У 1539 році клан МакДональд обложили замок Ейлен Донан з метою відновити своє панування на Островах. Дункан Макре вбив вождя клану МакДональд стрілою, що поклало кінець облозі замку. Завдяки постійній службі клану Маккензі клан Макре Кінтайл став називатися «Кольчуга Маккензі».

### XVII століття – громадянська війна на Британських островах
До клану Макре належав преподобний Фаркухар Макре (гельск. - Farquhar MacRae), що народився в 1580 році. Він був констеблем замку Ейлен Донан і одночасно енергійним священиком і великим знавцем латинської мови. Його другий син – Джон Макре став міністром Дінгуолл в 1640 році і помер у 1704 році.
Під час громадянськох війни на Британських островах клан Макре підтримав роялістів, але не послідовно. Клан підтримував графа Сефорта, був на стороні сил, що програли битву під Аулдерном в травні 1645 року, підтримував роялістів Джеймса Грема – І маркіза Монроз.
Онук преподобного Фаркухара Макре – Дункан Макре Інверінейт був упорядником відомого рукопису Фернайг (гельск. – Fernaig) у 1688–1693 роках.

### XVIII століття – повстання якобітів
Повстання якобітів у 1715 році обернулося катастрофою для клану Макре. Вирішальна битва повстанців з урядовими військами відбулась біля Шеріффмуйр, що біля Стерлінга. Воїни клану Макре були на лівому флангу, що лишився незахищеним, коли кавалерія якобітів припустилась помилки. Кавалерія урядових військ завдала удару по загону клану Макре, потім знову і знову і так більше 20 разів. З 663 жертв в лавах якобітів 58 вбитих були з клану Макре. Серед вбитих був і Дункан Макре – молодий чоловік, що був відомий благородством, високим зростом, силою, стійкістю та ніжним серцем. Під час битви він вбив щонайменше 7 ворогів, перш ніж був вбитий англійським солдатом. Його меч був виставлений в Тауері як «меч великого горянина». Ще один вбитий у цій битві з клану Макре – Джон Конхра. Він відзначився в бою і в горах його шанували як відважного воїна, як одного з «чотирьох Джонів».
У 1721 році люди з клану Росс на чолі з вождем Вільямом Россом VI з Піткалні та його братом Робертом пішли збирати орендну плату в землі клану Маккензі. Вони зітнулися з загоном чисельністю 300 осіб з кланів Маккензі та Макре на чолі з полковником Дональдом Мурчісоном. Після сутички люди клану Росс зрозуміли, що подальший опір марний. Наступного дня син вождя Волтер Росс помер від ран, а його племінник Вільям, син Роберта Росса був поранений, але вижив. Ця битва ввійшла в історію як битва під Глен Аффрік.
Під час повстання якобітів у 1745 році клан Макре не підтримав повстанців, а зайняв позицію британського уряду. Клан сформував загін під проводом капітана Коліна Маккензі. Загін клану Маккензі був під Шірамор в Баденох в червні 1746 року, в цей загін входило понад 60 осіб з клану Макре. У кінці XVIII, на початку ХІХ століття шотландські горяни інтенсивно емігрували в Канаду, США, Австралію, Нову Зеландію. Клан Макре став одним з «розсіяних по світу дітей Кінтайлу».

## Замок Ейлен Донан
Замок Ейлен Донан знаходиться там, де зустрічаються три озера — Лох-Дуйш, Лох-Лонг та Ло-Алш. Замок давно асоціюється з кланом Макре і здавна був твердинею клану Маккензі. Замок був зруйнований британським королівським флотом у 1719 році під час повстання якобітів. Руїни замку купив і реставрував у 1912–1932 роках підполковник Джон Макрей-Ґілстрап. Краса цього замку і цікаве розташування зробили його одним з найпопулярніших туристичних об’єктів Великої Британії.